# Simon Cara
Simon Cara (* 31. März 2005 in Montpellier) ist ein französischer Fußballspieler, der aktuell beim HSC Montpellier in der Ligue 1 spielt.

## Karriere
Cara begann seine fußballerische Laufbahn 2010 bei der US St. Martin de Londres, einem Dorf nördlich von Montpellier, in dem er Jahre lang spielte. Im Jahr 2016 wechselte er zu Entente St. Clément Montferrier, etwas südlicher. Im Sommer 2018 ging er in das Jugendleistungszentrum des HSC Montpellier. In der Saison 2020/21 kam er dort zu seinen ersten beiden Einsätzen in der B-Jugend-Meisterschaft. 2021/22 spielte er sowohl für die U17- als auch für die U19-Mannschaft und konnte seine ersten Tore in beiden Teams erzielen. Zudem lief er das erste Mal für die zweite Herrenmannschaft in der National 2 auf. In der Saison 2022/23 war er Stammspieler bei den A-Junioren und kam hin und wieder beim mittlerweile fünftklassigen Zweitteam zum Einsatz. In der Spielzeit 2023/24 bestritt Cara die meisten Spiele für die Reserve, kam zudem mit der U19-Mannschaft in die Finalspiele um den Ligatitel. Nach weiteren Spielen und Treffern für die zweite Mannschaft debütierte er am 2. März 2025 (24. Spieltag) nach später Einwechslung gegen Stade Rennes in der Ligue 1 für die Profis.